# Daniel Hatterscheid
Daniel Hatterscheid (* 18. September 1984 in Köln) ist ein ehemaliger deutscher Eishockeyspieler, der unter anderem 78 Spiele für die Iserlohn Roosters und Kölner Haie in der Deutschen Eishockey Liga (DEL) absolvierte.

## Karriere
Daniel Hatterscheid begann bei den Kölner Haien mit dem Eishockey und durchlief dort sämtliche Jugendmannschaften. 2000 lief der Stürmer erstmals für das DNL-Team der Haie auf, zwei Jahre später erhielt er erste Einsätze für die Junioren-Nationalmannschaft bei der U-18-Weltmeisterschaft. Im selben Jahr wechselte er nach Schweden zu den Malmö Redhawks, wo er im Juniorenteam zum Einsatz kommen sollte. Da er allerdings nur einige Spiele bestreiten durfte, wechselte er kurze Zeit später zurück nach Deutschland zum EV Duisburg in die 2. Bundesliga.
Zur Spielzeit 2003/04 erhielt er einen Vertrag bei den Iserlohn Roosters, für die er auch seine ersten Spiele in der DEL bestritt. Zwar war er mit einer Förderlizenz ausgestattet, doch er spielte einen Großteil der Saison in Iserlohn. Bei der Junioren-Weltmeisterschaft 2004 schaffte er mit der deutschen Auswahl den Wiederaufstieg in die A-Gruppe. Nach einem weiteren Jahr in Iserlohn, wechselte er zur Saison 2005/06 wieder zurück zu den Kölner Haien, wo er weitere Einsätze in der DEL erhielt. Zudem spielte er per Förderlizenz für die Ratinger Ice Aliens. Anschließend wechselte er in die Regionalliga, wo er bis zu seinem Karriereende im Jahr 2010 für den Neusser EV und die zweite Mannschaft der DEG Metro Stars auflief.

## Karrierestatistik

### International
Vertrat Deutschland bei:
- U18-Junioren-Weltmeisterschaft 2002
- U20-Junioren-Weltmeisterschaft der Division I 2004

(Legende zur Spielerstatistik: Sp oder GP = absolvierte Spiele; T oder G = erzielte Tore; V oder A = erzielte Assists; Pkt oder Pts = erzielte Scorerpunkte; SM oder PIM = erhaltene Strafminuten; +/− = Plus/Minus-Bilanz; PP = erzielte Überzahltore; SH = erzielte Unterzahltore; GW = erzielte Siegtore; 1 Play-downs/Relegation; Kursiv: Statistik nicht vollständig)